# Anàlisi d'elements finits
El mètode d'anàlisi d'elements finits (en anglès Finite element analysis, FEA) és una eina de càlcul per a l'enginyeria que consisteix a crear un model degudament simplificat i informatitzat d'un objecte o conjunt d'objectes, sotmetre'l a una sol·licitació degudament simplificada i analitzar-ne uns resultats específics. Fins aquí res no fa pensar que no es pugui fer amb llapis i paper. El que diferencia el FEA és un pas intermedi anomenat mallat que permet dividir geomètricament l'objecte en molts i molt petits dominis interrelacionats. Aquests dominis tractats un per un permeten models molt senzills i fàcils d'analitzar i, tenint en compte totes les seves interrelacions gestionades per la potència de càlcul de l'ordinador, permeten la simulació d'objectes de geometries complexes, fenòmens d'evolució llarga en el temps, grans deformacions, canvis de topologia en el model, etc.

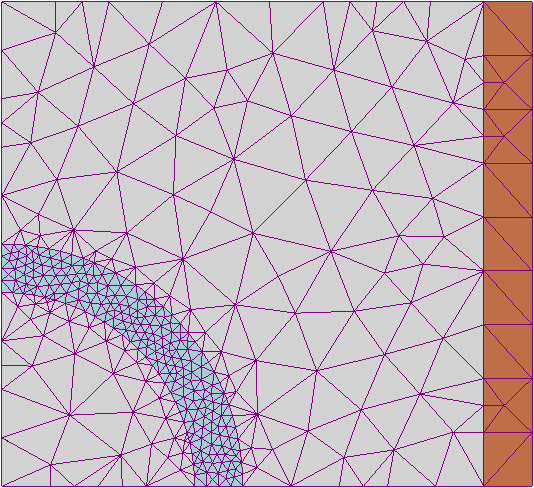
Exemple de malla d'EF per a un problema 2D d'una configuració magnetoestàtica. Noteu que la malla és més densa al voltant de l'objecte d'interès

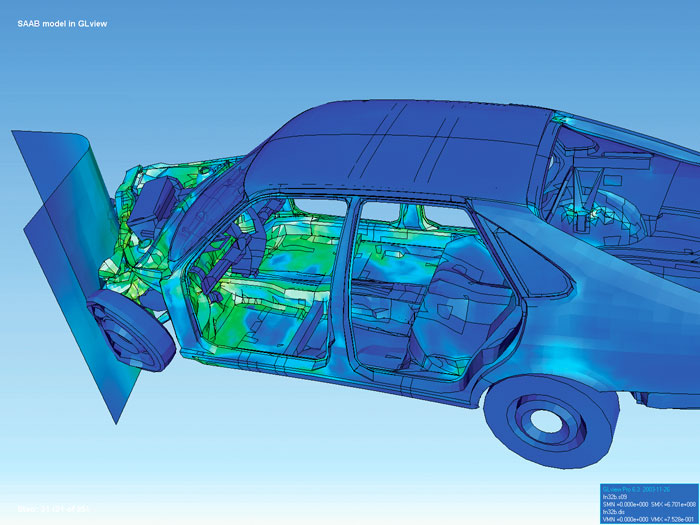
Visualització d'un xoc asimètric en un cotxe, usant l'anàlisi d'elements finits.

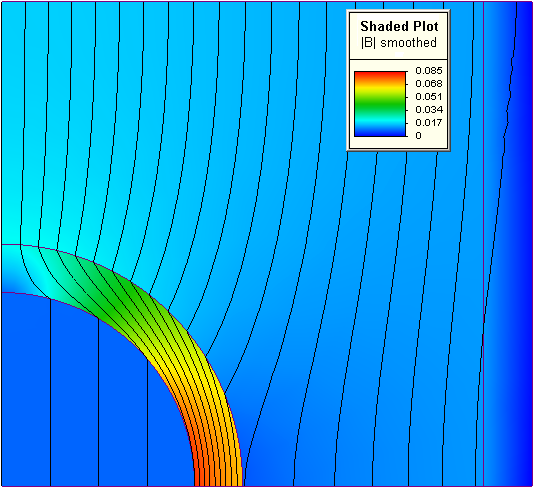
Representació gràfica de la solució del problema anterior: les línies denoten la direcció de la densitat de flux calculada i el color, la seva Magnitud aparent

El mètode d'elements finits o MEF és una tècnica per a resoldre numèricament equacions en derivades parcials (EDP's) amb l'ajuda d'una computadora. El sistema d'EDP's a resoldre és transformat en un sistema lineal d'equacions (normalment molt gran) en el cas de les equacions estacionàries o bé, en la resta de casos transitoris, en una equació diferencial ordinària (EDO) que normalment serà posteriorment resolta mitjançant algun mètode de diferències finites o MDF en el temps. Després d'una discretització en nodes i elements finits del domini de definició de la EDP, el MEF proporcionarà un valor aproximat de la solució real a cada node, i l'aproximació serà tant més bona com més densa sigui la malla.
Amb l'estudi d'un objecte amb FEA, l'analista pretén preveure'n el comportament, trobar-hi possibles interaccions no previstes amb el seu entorn, verificar i millorar-ne el disseny, abaratir-ne la producció, etc. D'aquesta manera l'empresa dissenyadora és capaç d'assolir gran part de les especificacions del client prèviament a la fabricació de l'objecte o de la sèrie i àdhuc del prototip si és el cas.
En general, a la indústria, hi ha dos tipus d'anàlisis: 2D i 3D (dues i tres dimensions). Els temps de càlcul en modelitzacions 2D són notablement més curts però la precisió dels resultats se'n ressent, cosa que fa que estigui caient en desús a gran part d'aplicacions.
En qualsevol dels escenaris anteriors, el programador pot inserir una gran quantitat d'algorismes que fan que el sistema es comporti linealment o no-linealment. El càlculs lineal és força més senzills i generalment no tenen en compte fenòmens físics importants com la deformació plàstica dels materials, fenòmens de contacte entre objectes, histèresis, propagació de fissures, processos de fractura, etc. que el càlcul no-lineal si que poden modelitzar i obtenir-ne resultats relativament ajustats als assaigs.

## Avantatges enfront altres mètodes EDP
Els principals avantatges del MEF respecte a altres mètodes de resolució d'EDP's com el ja esmentat mètode de diferències finites són els següents:
- Les malles poden ser no estructurades: la forma i mida dels elements finits pot ser qualsevol i pot variar en el mateix domini.
- Les condicions de contorn es poden imposar de forma sistemàtica (sense casuística).

## Fonaments teòrics
Esquemàticament, el mètode d'elements finits consisteix en:
- Expressió de la EDP en la seva forma feble, separant els contorns de Dirichlet i de Neumann.
- Discretització del contorn en elements finits.
- Aproximació de les funcions com a interpolació de valors nodals amb funcions de forma, normalment n-lineals o n-quadràtiques.
- Tria de les funcions de test per a la verificació forma feble. El mètode de Galerkin consisteix en l'ús de les funcions de forma com a funcions de test a la forma feble.
- Obtenció del sistema lineal corresponent, de moment amb matriu no regular obtinguda a partir de l'assemblatge de les matrius corresponents a cada element.
- Imposició de les condicions de contorn (existeixen diversos mètodes per fer-ho).

En el procés de càlcul, el MEF requereix integrar numèricament unes determinades funcions polinòmiques i aquests valors s'obtenen mitjançant quadratures numèriques simples en cada element. El nombre de costats de cada element, juntament amb el nombre de punts de Gauss que s'empraran en la integració definiran el tipus d'element finit. Els més usuals en 1 dimensió tenen 2 o 3 nodes i 1, 2 o 3 punts de Gauss. En dues dimensions són quadrilàters Q1 (4 nodes, 4 punts de Gauss, funcions bilineals), Q2 (8 o 9 nodes, 9 punts de Gauss, funcions biquadràtiques) o bé triangles P1 (3 nodes, 1 punt de Gauss), P2 (6 nodes, 3 punts de Gauss) o P3 (10 nodes, 4 punts de Gauss). En tres dimensions els elements finits més usats són els tetraedres de 4 nodes, lineals, i els hexaedres de 8 nodes, trilineals.
L'algorisme pràctic pel càlcul per computadora de problemes estacionaris amb el MEF segueix els següents passos:
1. Definició de la geometria i de l'element de referència.
2. Càlcul del sistema lineal d'equacions.
  1. Bucle en elements
    1. Bucle en punts de Gauss
    2. Càlculs

Assemblatge de la matriu del sistema lineal
3. Resolució del sistema lineal.
4. Post-procés.